# Položaj 69
Položáj 69 (francosko soixante-neuf) je pri spolnem občevanju položaj, v katerem sta partnerja v paru drug na drugem ali drug ob drugem, tako da je obraz enega pri spolnih organih drugega in obratno. S tem jima je omogočeno hkratno oralno zadovoljevanje (felacija in kunilinkcija pri heteroseksualnih parih). Položaj nekoliko spominja na števki 6 in 9 v številu 69 – od tod tudi ime.
V Kamasutri so položaj opisali kot »kongres vran«.